# James-Langes teori
James-Langes teori är en teori inom psykologin som har att göra med känsla och fysiologisk reaktion. 
Sunt förnuft säger att du darrar och springer iväg från tjuren därför att du är rädd. Men James-Langes teori säger att det egentligen är tvärtom, känslor är resultat av fysiologiska tillstånd utlösta genom stimulans från omgivningen. Den upplevda känslan äger rum efter den fysiologiska reaktionen.
Teorin har fått sitt namn från sina två upphovsmän: William James och Carl Lange.